# Abhimanyu Dassani
Abhimanyu Dassani (Bombay, 21 februari 1990) is een Indiaas acteur die voornamelijk in Hindi films speelt.

## Biografie
Dassani begon zijn carrière als assistent van regisseur Rohan Sippy bij Dum Maaro Dum en Nautanki Saala. Hij studeerde aan de New York Film Academy en Lee Strasberg Theatre and Film Institute. Hij maakte zijn acteerdebuut met Mard Ko Dard Nahi Hota, dat in 2018 in première ging op het Internationaal filmfestival van Toronto. Hij voerde alle stunts zelf uit, de film leverde hem een Filmfare award op voor beste mannelijke debuut.
Dassani is de zoon van actrice Bhagyashree.

## Filmografie
| Jaar | Film                      | Rol               | Opmerking       |
| ---- | ------------------------- | ----------------- | --------------- |
| 2011 | Dum Maaro Dum             |                   | assistent regie |
| 2012 | Nautanki Saala!           |                   | assistent regie |
| 2018 | Mard Ko Dard Nahi Hota    | Suryaanshu Sampat |                 |
| 2021 | Meenakshi Sundareshwar    | Sundareshwar      |                 |
| 2022 | Nikamma                   | Aditya Singh      |                 |
| 2022 | Monica, O My Darling      | Suryaanshu Sampat | gastoptreden    |
| 2023 | Kisi Ka Bhai Kisi Ki Jaan | zichzelf          | gastoptreden    |
| 2023 | Aankh Micholi             | Rohit Patel       |                 |
| 2024 | Jigra                     |                   | cameo           |